# Васюк Олег Олександрович
Оле́г Олекса́ндрович Васю́к «Батя» (8 серпня 1975, м. Остер, Чернігівська область — 30 листопада 2014, с. Дмитрівка, Луганська область) — сержант, командир відділення 12-го окремого мотопіхотного батальйону «Київ» Збройних сил України, учасник російсько-української війни.

## З життєпису
Закінчив Остерську загальноосвітню школу № 1, пройшов строкову службу в Збройних Силах України. 
Від 1995 року проживав у Дарницькому районі Києва.
15 травня 2014 року добровільно мобілізований Київським мійськвійськкоматом. Після перепідготовки в 169-му Навчальному центрі «Десна», відбув до зони проведення Антитерористичної операції на сході України як командир відділення 12-го батальйону територіальної оборони.
Загинув під час виконання бойового завдання в районі села Дмитрівки, разом зі старшим солдатом Віталієм Полонським.
Залишились батьки, дружина та двоє синів: 6 та 18 років.
Похований 4 грудня на Лісовому цвинтарі Києва.

## Вшанування пам'яті
- На будівлі гімназії, в Острі, відкрито дошку пам'яті Олега Васюка.
- Одна з вулиць міста Остер була названа ім'ям Олега Васюка[3].